# 王蛇鰻
王蛇鰻，為輻鰭魚綱鰻鱺目糯鰻亞目蛇鰻科的其中一種，分布於西大西洋區的墨西哥灣北部海域，棲息深度約64公尺，體長可達211公分，棲息在底層水域，屬肉食性，可作為食用魚。

## 擴展閱讀
維基物種上的相關：王蛇鰻